# Спартак: Війна проклятих
«Спартак: Війна проклятих» (англ. Spartacus: War of the Damned) — назва четвертого і завершального сезону про Спартака, кабельного телеканалу Starz, який слідує за сезонами Спартак: Помста і Спартак: Кров і пісок. У центрі сюжету — історична постать Спартака (грає Ліам Макінтайр), фракійського гладіатора 73—71 рр. до н. е., який очолив велике повстання рабів проти Римської республіки. Прем'єра відбулася 25 січня 2013 р.

## Сюжет
У минулому сезоні Спартак: Помста Спартак біля підніжжя вулкана Везувій здолав Гая Клавдія Глабра і переконав Рим у серйозності своїх намірів. У новому сезоні Гай Юлій Цезар (Тодд Ласанс) і Марк Ліциній Красс (Саймон Мерреллс) об'єднаються, щоб придушити повстання рабів, в той час як армія Спартака виросла в тисячі раз. До організованого Спартаком повстання рабів примикають нові об'єднання людей, що втекли з рабства, вони вогнем і мечем прокладають собі дорогу у вільне життя. Великий Рим охоплює паніка, його могутні правителі не знають, що робити. Верхівка Риму приймає важке рішення — довірити себе амбітному і холоднокровному Марку Крассу, а також майбутнього правителю Риму — Юлію Цезарю.

## Ролі та персонажі

### Повстанці
- Ліам Макінтайр — Спартак

Фракійський воїн, приречений на рабство як гладіатор у будинку Батіата. Після повстання на арені він став лідером повстанської армії гладіаторів, яка добилася високих успіхів проти сил Риму.
- Ману Беннет — Крікс

Галльський воїн, який є другим за рангом лідером у повстанні. Любовний інтерес Невії.
- Дастін Клер — Ганнікус

Кельтський воїн і колишній гладіатор, який взяв у руки зброю проти республіки, щоб вшанувати пам'ять Онемоуса. Любовний інтерес Сибілли і колишній коханець Сакса.
- Ден Феррігел — Агрон

Німецький воїн, і також лідер серед повстанської армії. Любовний інтерес Насира.
- Синтія Аддай-Робінсон — Невія

Фінікійська колишня рабиня. Вона бореться через емоційни рани, які були нанесені їй різними римськими порушниками. Любовний інтерес Крікса.
- Еллен Голман — Сакса

Германська войовниця.
- Діч Деві — Неметез

Німецький воїн, який знаходиться у протиріччі з повстанням.
- Баррі Даффілд — Луго

Німецький воїн.
- Гіт Джонс — Донар

Колишня гладіаторка з будинку Батіата, лояльний для повстання воїн.
- Пана Гема Тейлор — Насир

Сирійський воїн. Любовний інтерес Агрона.
- Блесінг Могґола — Кастус

Кілікійський пірат, який приєднується до повстання.
- Дженна Лінд — Корі

Вірний раб тіла Красса. Сумні події змусять перевірити її відданість до Красса.
- Гвендолін Тейлор — Сивіла

Раб, життя якої врятував Ганнікус. В результаті вона шалено закохується у кельтського воїна.

### Римляни
- Саймон Мерелліс — Марк Ліциній Красс

Найбагатша людина Риму. Після багатьох невдалих спроб покласти край повстанню, римський сенат кладе на нього відповідальність за придушення заколоту.
- Тодд Ласанке — Юлій Цезар

Молодий, але досвідчений солдат, якого завербував Красс для проведення інфільтрації і диверсійних операцій проти повстанського табору, перш ніж повернути його як другого за величиною офіцера Красса (під його сином, Тіберієм). Роль Цезаря в серіалі служить для посилання драматизму, бо немає історичних записів з його участю, якщо такі є, у війні проти Спартака.
- Хрістіан Антідормі — Тіберій Ліциній Красс

Старший син Марка Ліцинія Красса, його «слово».
- Анна Гатчісон — Лаета

Римська громадянка, взята в полон Спартаком після вторгнення повстанської армії до її міста. Врешті-решт, стає його коханкою.
- Рой Сніг — Квінт Марцій Руфус

Командир Красса.

## Виробництво
Безпосередньо перед зустріччю Спартака і Красса, посланник наближається до повстанської армії на коні. Під час зйомок кінь опинився набагато ближче до Макінтайра, ніж той з'являється в шоу. У якийсь момент він випадково вдарив невеликим каменем у ліве око Ліама. Останній не міг бачити цим оком протягом декількох днів.
Зображення остаточної позиції Спартака проти самого Красса є історично точним. Історія оповідає, що Спартак «проклав собі шлях» через поле бою, вбиваючи всіх, хто стояв на його шляху до Красса. Його різанина зупинилася з останніми двома сотниками, які стояли на захисті Красса. Після того, як лідер повстанців убив їх, не ясно, чи був Спартак зрубаний Крассом, або з-за спини, як показано в цьому епізоді.
У кінці фінальної битви, коли Агрон і Насір виносять смертельно пораненого Спартака з поля бою, він згодом помирає та похований. Розв'язка останньої серії — дискусійна. Вона збігається з консенсусом істориків щодо реального Спартака, який був вражений у бою, але чиє тіло ніколи не було виявлено. Його розіп'ятим трупом на хресті не могли хизуватися римляни. Проте з такою невеликою кількістю фактів, пов'язаних з його зникненням, історики ніколи чітко не могли сказати, чи вижив Спартак і втік, або був дійсно убитий.